# Bmi regional
bmi regional var et flyselskab fra Storbritannien. Hovedkontoret var placeret på East Midlands Airport i Leicestershire, East Midlands.
Bmi er tidligere datterselskab til det tidligere flyselskab British Midland International, som i april 2012 blev solgt fra Lufthansa til International Airlines Group (IAG). Måneden efter blev bmi regional solgt til Sector Aviation Holdings.
Selskabet opererede i oktober 2013 ruteflyvninger fra otte baser til omkring 20 destinationer i ti lande. Selskabet meldte sin konkurs d. 16. februar 2019

## Historie
Selskabet blev etableret i 1987 under navnet Business Air, og begyndte flyvninger i august samme år. I 2001 skiftet man navn til British Midland Regional (BMI Regional)
I oktober 2009 køber Lufthansa moderselskabet British Midland Airways, og kommer derfor til at eje 80% af bmi regional. Før det havde selskabet følgende ejerkreds: Michael Bishop, Sir Michael Bishop 50% (stifter), Lufthansa 30%, og Scandinavian Airlines med de resterende 20% af aktierne.
Lufthansa meddelte i oktober 2011 at man var startet forhandlinger med britiske investorer om et salg bmi regional. I maj 2012 et salg offentliggjort, og Sector Aviation Holdings Limited havde overtaget bmi regional for 8 mio. GBP.

## Flyflåde
Flyflåden bestod i oktober 2013 af 18 fly med en gennemsnitsalder på 14 år. Heraf var der fire Embraer ERJ 135, samt 14 Embraer ERJ 145 som de største fly i flåden med plads til 49 passagerer.